# John Denver
John Denver, døbt Henry John Deutschendorf Jr (31. december 1943 – 12. oktober 1997), var en amerikansk sanger, musiker, komponist og skuespiller.
Han tog navnet Denver, fordi han forbandt Denver med Rocky Mountains.
Han debuterede i slutningen i 1960'erne, og fik op gennem sin karriere store hits med f.eks. "Leaving on a Jetplane", "Annie's Song", "Take Me Home Country Roads", "Rocky Mountain High" og "Perhaps Love". Fra 1970 til 1997 boede han i Aspen, Colorado. I 1996 flyttede han til sit andet hus i Carmel Highlands der ligger syd for Monterey, for at være tæt på sin datter Jesse Belle som boede i Los Angeles, og her boede han til sin død i 1997. 
John Denvers sange indeholdt ofte tekster, der udtrykte kærlighed til naturens verden og hans elskede Rocky Mountains i Colorado.
Han døde 12. oktober 1997 i en soloulykke i Pacific Grove Californien, da han ved Monterey Bay, i sit eget Experimental Rutan Long-EZ hjemmebyggede privatfly med registreringsnummer N555JD, og National Transportation Safety Board's (NTSB) ulykke id LAX98FA008. kl 5:28 styrtede ned fra 500 meters højde og 150 meter ud fra kysten ved Point Pinos, efter han havde øvet touch and go landinger på den nærliggende Monterey Regional Airport.
Nogle minutter efter styrtet ankom U.S. Coast Guard og Pacific Grove Fire and Marine Rescue, de begynde at lede og bjærge vragdele fra flyet, som var meget medtaget. En livredder fandt og bjærgede senere hans lig fra havet, ca. tyve minutter efter styrtet. Styrtet gjorde identifikation umulig da han var så medtaget, så man fløj registrering af hans fingeraftryk ind fra Colorado, for at bekræfte at det faktisk var ham.
Han havde ikke tilladelse til at flyve, da denne var blevet inddraget i 1996, efter han havde kørt spirituskørsel i 1993 og 1994. Han afholdt sig efterfølgende ikke fra alkohol.
Han blev bisat 17. oktober 1997 i Faith Presbyterian Church i Aurora en forstad til Denver. Hans aske blev spredt ud over Rocky Mountains nogle dage efter. Den 12. oktober 2017 blev der, i anledningen af 20-året for hans død, holdt en mindekoncert i Aspen.
En mindebænk blev opsat den 19 juni 2006 af Friends of John Denver i Storbritannien, i Dersingham Bog National Nature Reserve, der er et naturreservat med både sump, skov og hede. Reservatet ligger i området Norfolk, der ligger ved byen Dersingham og Wolferton i det østlige England.
En mindeplade med et tilhørende træ, opsat den 12. oktober 2006 af Australian Friends of John Denver. Den blev opstillet i Bicentennial Park, som ligger i byen Boonah syd for Brisbane.
En bronzeplade blev opsat den 24 september 2007 af The California Friends of John Denver og The Windstar Foundation. Pladen blev opsat mellem Acropolis Street og Asilomar Avenue, som ligger ud for Point Pinos ved Pacific Grove hvor han styrtede ned.
Stedet blev også markeret med noget drivtømmer fra Jeffrey Pine fra Colorado, hvor der er blevet indgraveret sangerens navn, samt opsat en Monterey cypress kaldet Alfie, som står i Lover Point Park i Pacific Grove.